# Irak en los Juegos Olímpicos de Pekín 2008
Irak estuvo representado en los Juegos Olímpicos de Pekín 2008 por cuatro deportistas, tres hombres y una mujer, que compitieron en dos deportes.
El equipo olímpico iraquí no obtuvo ninguna medalla en estos Juegos.